# 江元生
江元生（1931年8月18日—2014年1月10日），男，江西宜春人，中国物理化学家、理论化学家，南京大学教授、博士生导师，中国科学院院士，第六届全国政协委员。

## 生平
江元生1948年8月进入中山大学学习数学和化学；1950年退学重新考入武汉大学；1953年毕业于武汉大学化学系；1956年吉林大学化学系研究生毕业；1991年当选为中国科学院学部委员(院士)；1992年1月，调任南京大学任教授、博士生导师，创建了南京大学理论与计算化学研究所；2005年当选为国际数学化学科学院院士；2014年1月，在中國南京逝世。

## 学术贡献
江元生长期从事理论化学的教学与科研，研究领域涉及高分子理论、配位场理论计算方案、分子轨道图形理论及应用和共轭分子的半经验量子化学计算方法等。

## 荣誉
1982年和1987年获国家自然科学一等奖，1991年当选为中国科学院化学部委员(院士)，1999年获教育部科技进步一等奖，2005年何梁何利基金科技进步奖，当选为英国皇家化学会会士、国际数学化学研究院院士